# Andy Luhn
Andy Luhn (5 dicembre 1962) è un ex sciatore alpino statunitense.

## Biografia
Specialista delle prove veloci originario di Bellevue, Luhn ottenne l'unico piazzamento in Coppa del Mondo il 19 dicembre 1982 a Val-d'Isère in combinata (15º); ai Campionati statunitensi vinse la medaglia di bronzo nella discesa libera nel 1985. Non prese parte a rassegne olimpiche né ottenne piazzamenti ai Campionati mondiali.

## Palmarès

### Coppa del Mondo
- Miglior piazzamento in classifica generale: 101º nel 1983

### Campionati statunitensi
- 1 medaglia (dati parziali, dalla stagione 1984-1985):
  - 1 bronzo (discesa libera[1] nel 1985)